# Kostel svatého Jana Křtitele (Zátoň)
Kostel svatého Jana Křtitele, též známý jako farní kostel Umučení svatého Jana Křtitele, v Zátoni (místní části obce Větřní) je pozdně gotickou stavbou. Je chráněn jako kulturní památka České republiky. Kostel se nachází na dominantním návrší nad Vltavou, asi 9 km na jih od Českého Krumlova. Byl postaven po roce 1490 na starších základech, zaklenut byl v roce 1510. Jedná se o široký jednolodní kostel s pětibokým presbytářem. Kostel je farním kostelem římskokatolické farnosti Zátoň.

## Historie
Nejstarší písemná zmínka o kostele a proboštství v Zátoni pochází ze 13. století. V té době existoval Zátoňský hrádek pod ostrovským klášterem. Podle listiny z roku 1205 král Přemysl Otakar I. potvrdil majetek právě ostrovskému klášteru. Listina je však padělkem z počátku 14. století. Podle ní daroval Zátoň ostrovskému klášteru kníže Břetislav I.  Další písemný doklad je z roku 1220. Z archeologických výzkumů vyplývá, že nejstarší částí kostela je zeď přiléhající k sakristii a kněžišti, která je zbytkem gotického kostela ze 13. a 14. století, který byl postaven na základech zaniklé románské kaple z 11. století. Ve 14. a 15. století pokračovaly stavební fáze výstavbou sakristie. Ke konci 15. století došlo k výstavbě kněžiště a současně ke zvýšení sakristie. Dodnes není jasné, kdo v 15. století financoval dostavbu a výzdobu kostela. Dnešní pozdně gotická podoba kostela je po přestavbě v 16. století (mezi lety 1500 a 1517). Tehdy vznikl široký jednolodní prostor se západní varhanní kruchtou a otevřenou jižní předsíní.
Není znám přesný seznam zdejších farářů. Kolem roku 1449 je doložena zmínka o Janovi Bítovském, v 60. a 70. letech 15. století farář Mikuláš a začátkem 16. století farář Jan M(a)ráz.
V roce 1890 zde byly provedeny opravy střechy a hranolovité věže. Další rekonstrukce byly roku 1928 a následně roku 2010 byla opravena i fasáda kostela. Počátkem 20. století byl do Národní galerie v Praze z kostela odvezen hlavní křídlový oltář z 50. let 15. století (Zátoňská archa).

## Architektonický popis kostela

### Charakter kostela
Patrně nejstarší viditelná část kostela je sakristie s lichoběžníkovým půdorysem, je sklenuta valenou klenbou. Na západě je kostel pomyslně ukončen hranolovou věží. Plášť lodi je čistě bílý s malovanými detaily. Na štítových stěnách jsou zrenovovány malby původních erbovních štítů Rožmberků – pětilisté růže. Loď a předsíň u hlavního vstupu má na korunní římse pás malovaných červenožlutých čtverců. Kostel má po celém obvodu typicky gotické jednoduché hranolové opěrné pilíře. Okna jsou dvoudílná s původními gotickými kružbami. V prostorách presbytáře jsou v oknech vždy dvě jeptišky a trojlist, v prostorách lodi jsou okna subtilnější s motivem v podobě trojlistu.

### Presbytář
Podobně jako u ostatních kostelů i zde byla snaha využít co největší množství již stávající konstrukce a tomuto konceptu odpovídal i architektonický návrh. Uvnitř presbytáře nalezneme síťovou žebrovou klenbu bez konzol. Aby mohlo toto symetrické dílo vzniknou, musely být v severní části přidány dva tesané krakorce. Důvodem je odklon zdi ve styku presbytáře s kněžištěm (pozdně gotické stavby se stavbou starší) o 11° k jihu, což je dobře patrné v půdoryse. Důvod tohoto záměru je dosud nejasný, pravděpodobně to souvisí s půdorysem bývalé románské stavby. K vysvěcení presbytáře došlo roku 1491, což dokládá i letopočet, který se nachází nad hlavním oltářem a na ose klenby. Stejná kamenická značka dokládá, že ve stejné etapě byl postaven i portál z presbytáře.

### Klenba lodi
Loď má zvenčí typicky polovalbovou střechu, po dokončení krovu byla do interiéru vložena valená cihelná klenba s přetínajícími se kamennými žebry bez jakéhokoliv kroužení. Je zde patrný vliv vrchního rožmberského kameníka Hannse Gezingera. Propracovanější formu, ale kroužené klenby, můžeme najít ve Chvalšinách, Haslachu a Rožmberku. V kostele svatého Jana Křtitele je prostor mnohem menší, tedy i klenutí muselo být zredukováno. V klenbě jsou užita poměrně subtilní klínová žebra, která se podél oken sbíhají do jehlanových konzol. Z každé konzoly vybíhají čtyři žebra, dvě z žeber se v horní části rozdvojují a s přidáním žeber, která vedou po ose klenby, nám vzniká pět polí, která vytváří polygon. Zjednodušení klenby způsobilo, že zde není tak patrný rytmus a pravidelnost celé kompozice. V západní části lodi se nachází kruchta, která je na dvou polygonálních pilířích což vytváří trojdílnou lomenou arkádu. V této části kostela nalezneme také západní portál.
Na jižním boku lodi je hlavní vstup do kostela, který je vyřešen obdélníkovou předsíní. I zde můžeme vidět vliv Hannse Gezingera. Na klenbě se nachází motiv nýtování – kolíky připomínající hřeby spojující vždy dva kusy žeber.

### Interiér kostela
Loď je zřetelně převýšena oproti kněžišti a nad vítězným obloukem je dnes zazděný vstup na půdu. Podle restaurování z roku 2003 zde byla dříve malba Assumpty datována do roku 1928. Dnes zde můžeme vidět restaurovanou malovanou výzdobu kolem kamenného sanktuáře z konce 15. století. Velice podobný sanktuář můžeme najít v Černici u Zlaté Koruny v kostele sv. Máří Magdalény. Zajímavostí na malbě kolem sanktuáře je malířovo pojetí nedostatku prostoru, které vyřešil expresivním způsobem a to ohnutím fiál.
Hlavní portálový oltář je barokní z konce 17. století, kolem roku 1710 přibyly ještě dva postranní barokní oltáře – sv. Šimona a oltář Navštívení Panny Marie. Ze 17. století je také intarzovaná kazatelna. Po pravé straně je u dveří pozdně gotický almužní sloupek.

## Stavitelé
Jako u většiny staveb z pozdního středověku i zde jsou stavitelé těžko zjistitelní.
Podle podobnosti klenby v presbytáři kostela svatého Jana Křtitele s klenbou v kostele svaté Máří Magdalény ve Chvalšinách lze předpokládat, že autorem zdejší klenby je taktéž Mistr Hořického presbytáře. Klenby jsou nápadně identické v rozložení kosočtvercových útvarů v místě křížení jednotlivých polí. Žebrům klenby zde, stejně jako v sakristii kostela svaté Máří Magdaleny, chybí konzoly a tak vyrůstají přímo ze stěn. Výrazným jevem je právě výběh žeber, která vyjdou kolmo a následně se zalomí zpět.
K určení kameníků se využívá kamenických značek, kterých se zde v presbytáři našlo zatím 24. Tyto značky byly rozděleny do čtyř skupin. Ze všech nalezených značek se jen jedna shodovala se značkou v lodi, to opět svědčí o změně skupiny kameníků v jednotlivých stavebních fázích kostela. V lodi se pak jedna značka opakovala na opěrákách i na okenních ostěních. Tato značka byla nalezena i na domě v Českém Krumlově číslo popisné 37, v kapli svatého Wolfganga a v další části minoritského kláštera. Takových shod najdeme více. Důležitá je ale shoda mezi značkami v kostele svatého Jana Křtitele a v cisterciáckém klášteře ve Vyšším Brodě, v kostele svatého Linharta v Dolní Vltavici nebo v kostele svatého Mikuláše v Haslachu. Tato shoda totiž dokládá vliv již zmíněného druhého stavitele Hanse Gezingera.

## Galerie

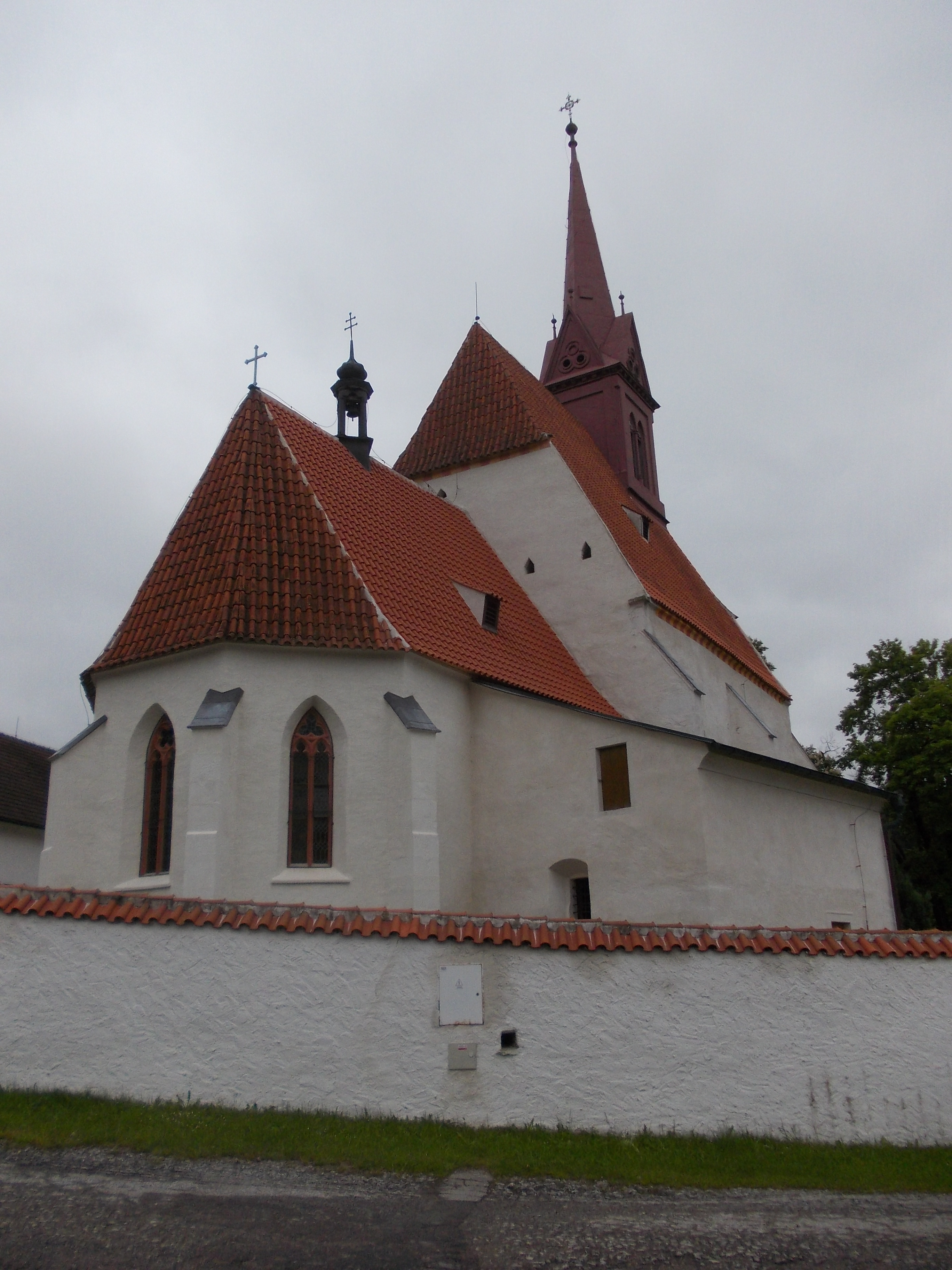
Pohled na kostel
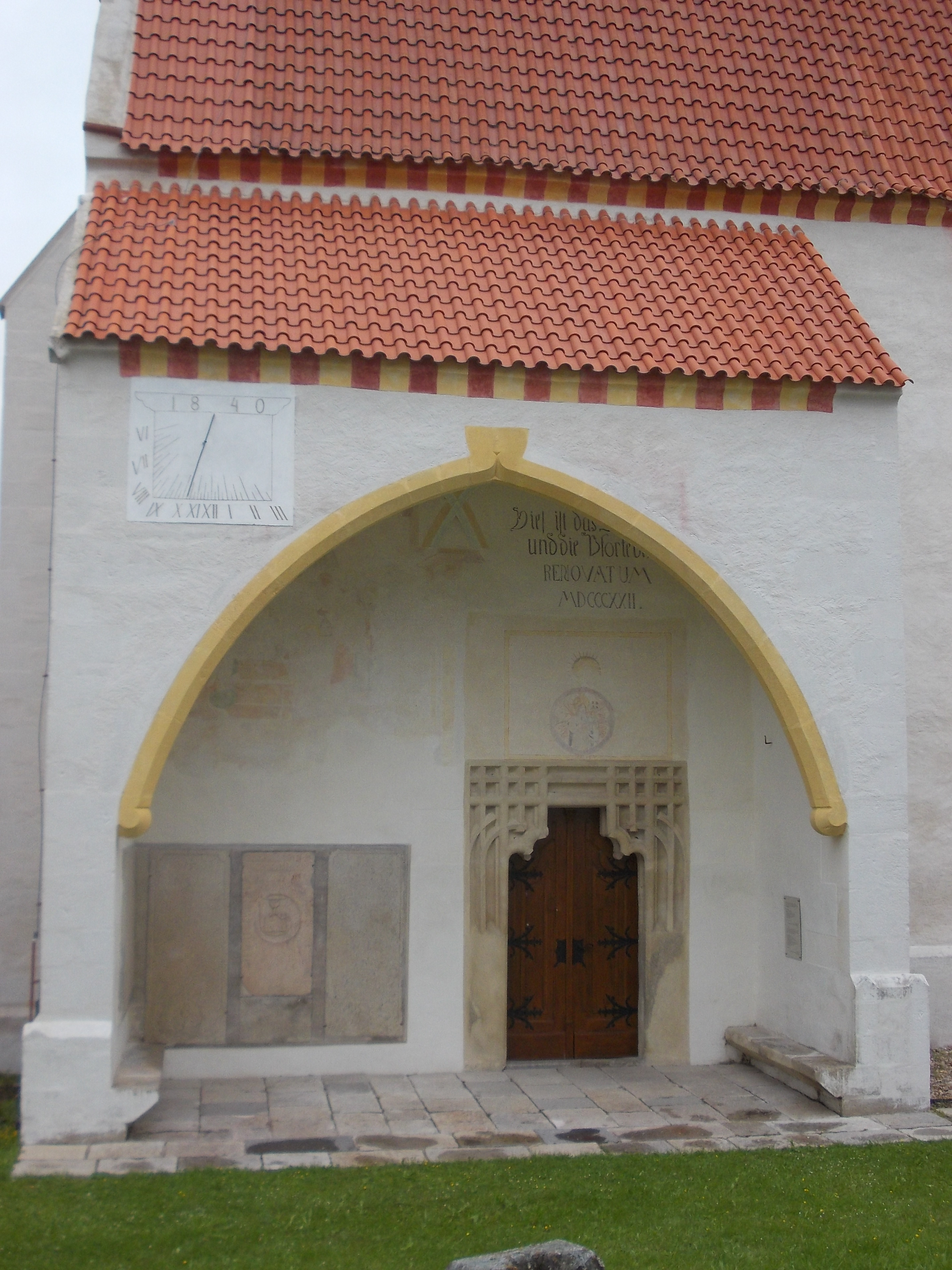
Hlavní vstup s předsíní
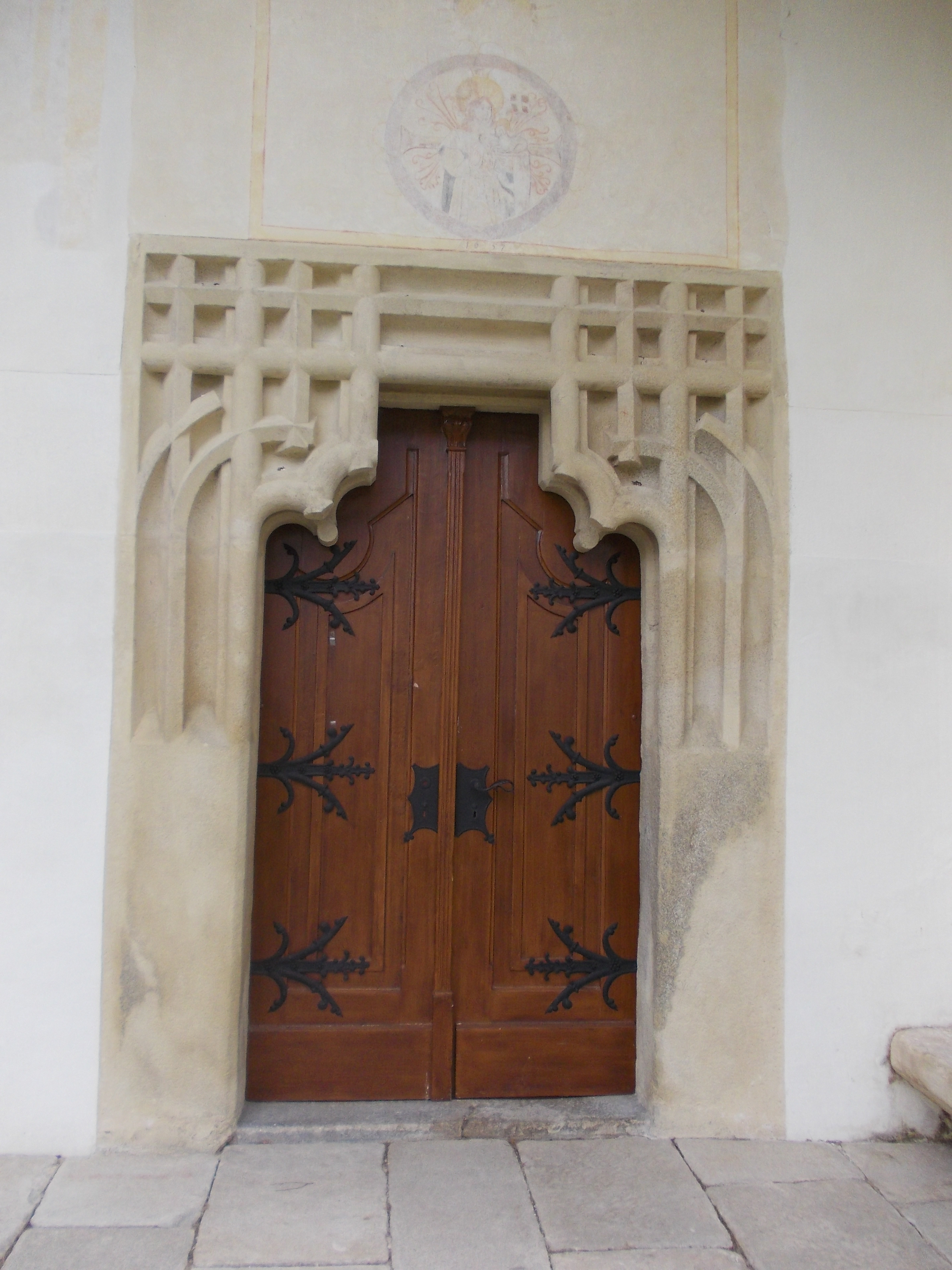
Jižní portál
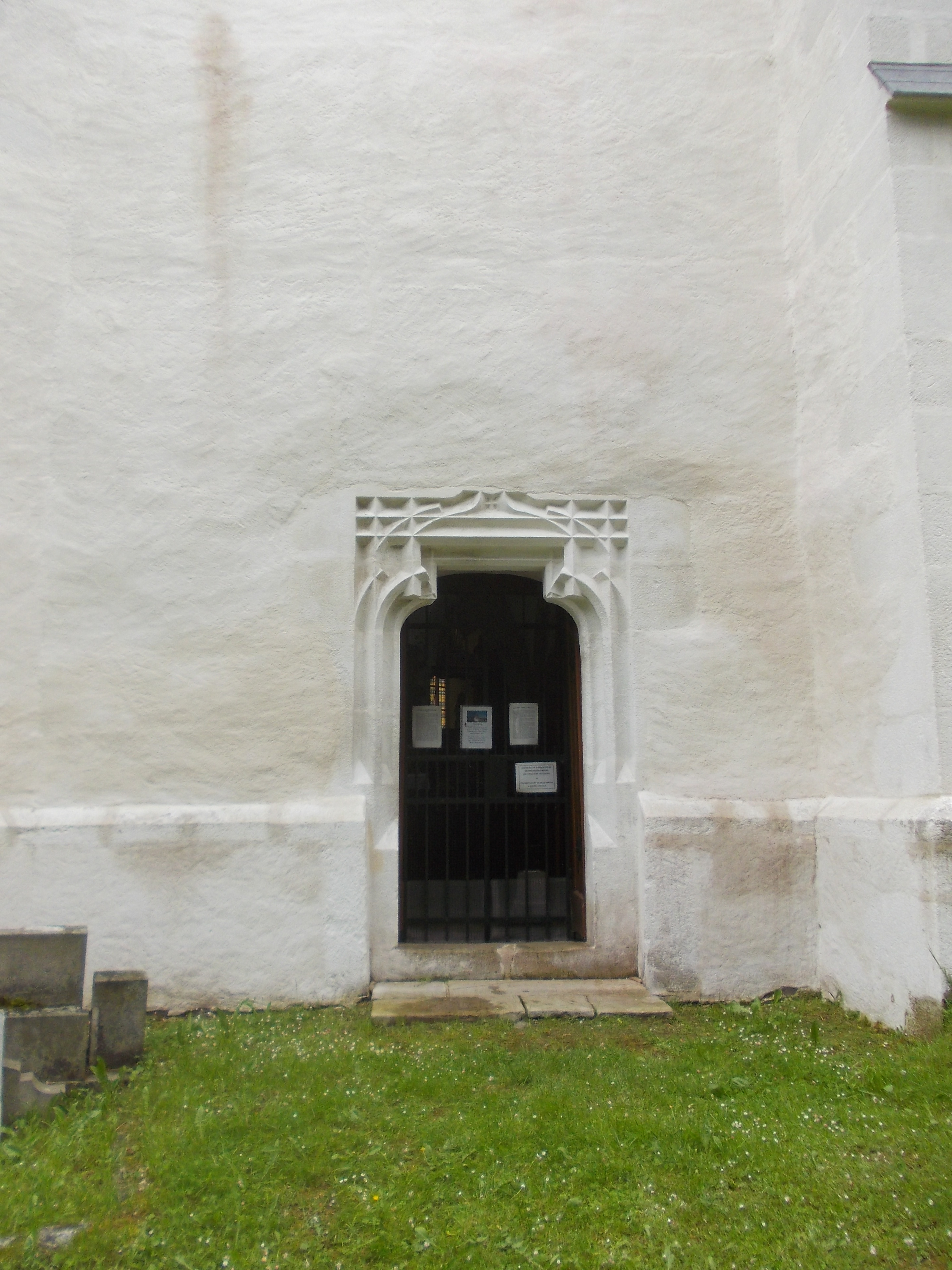
Západní portál
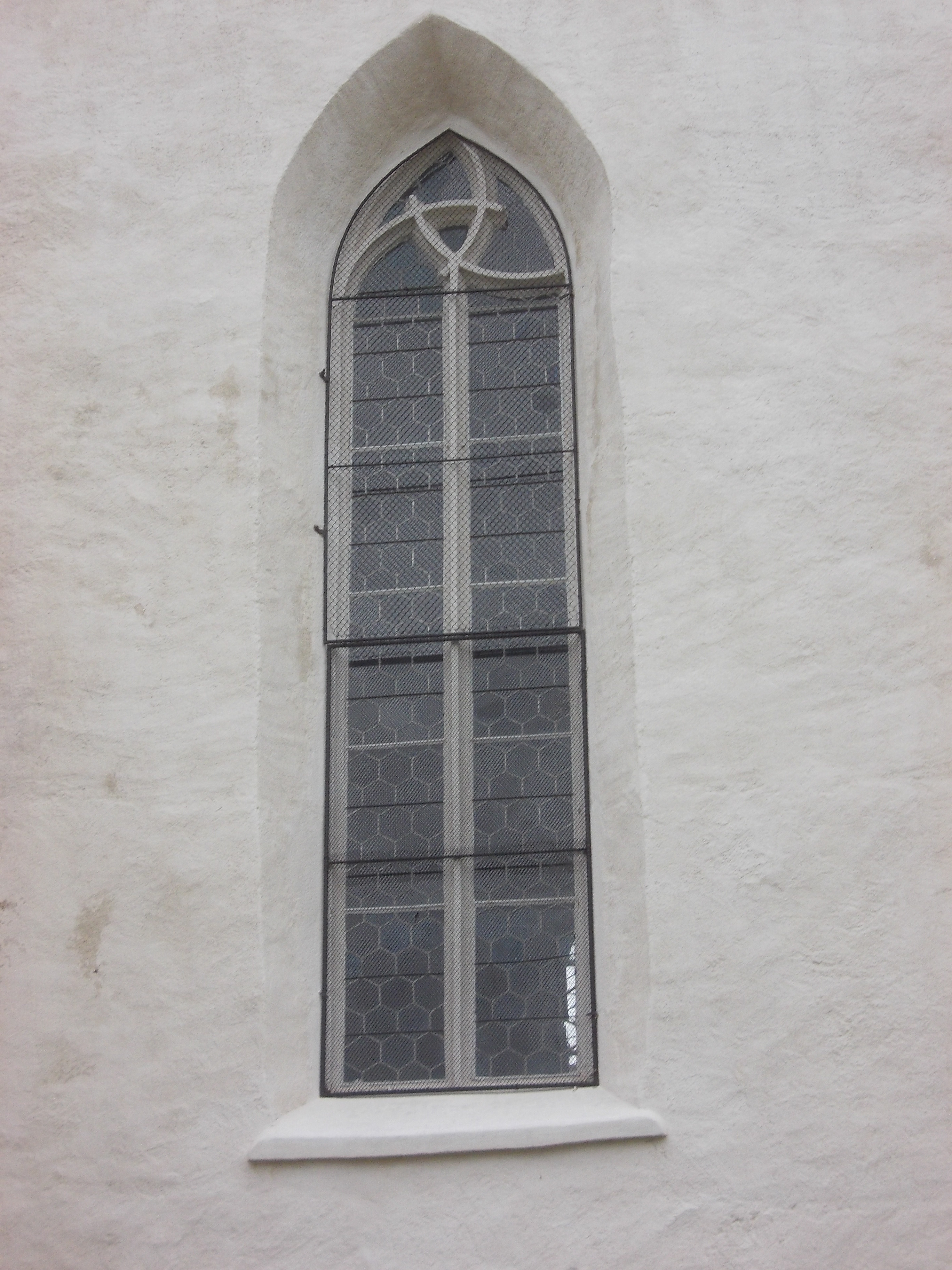
Okno – loď kostela
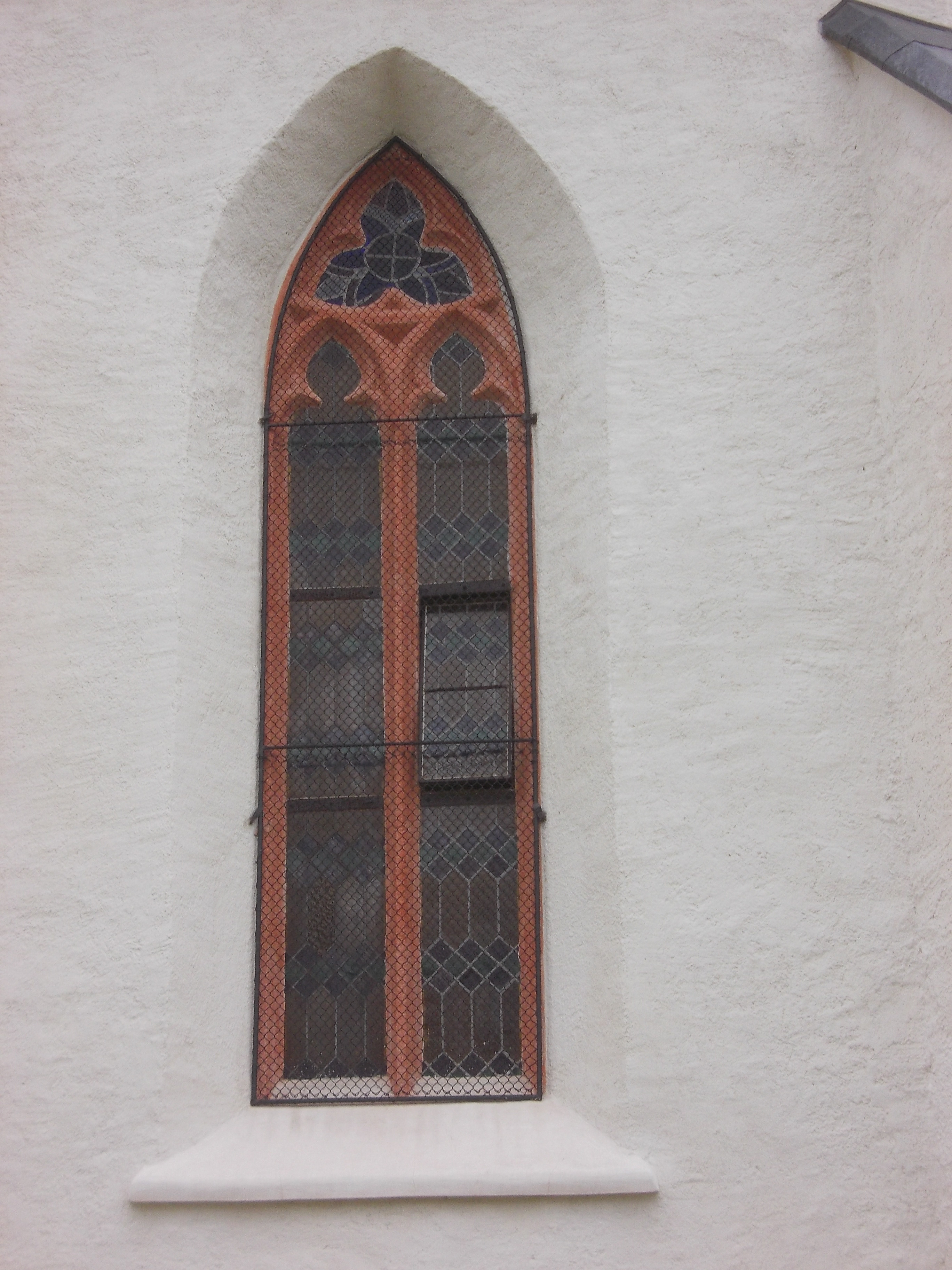
Okno – presbytář
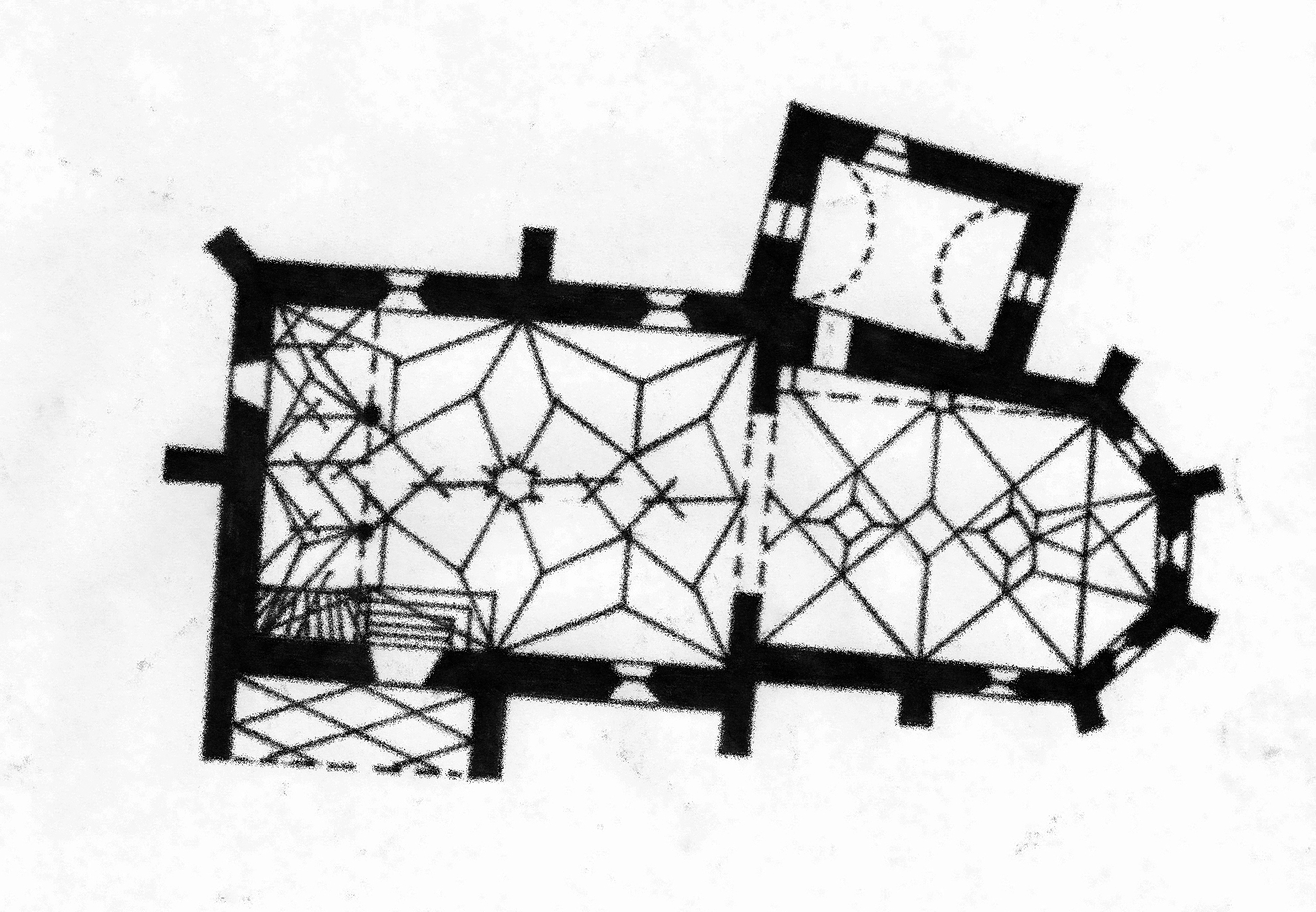
Zjednodušený náčrt půdorysu